# Vivaldo Herbst
Vivaldo Herbst (Mafra, 23 de julho de 1930) é um político brasileiro.
Filho de Alfredo Herbst e de Luísa Crestano Herbst. Casou com Edite Ferreira Herbst, com quem teve o filho Luiz Roberto Herbst.
Nas eleições gerais no Brasil em 1966 foi candidato a deputado estadual à Assembleia Legislativa de Santa Catarina pela Aliança Renovadora Nacional (ARENA), obtendo 6.147 votos recebidos, ficou como suplente e foi convocado para a 6ª Legislatura (1967-1971).